# Issa Hayatou
Issa Hayatou (ur. 9 sierpnia 1946 w Garoua, zm. 8 sierpnia 2024 w Paryżu) – kameruński lekkoatleta i koszykarz, działacz piłkarski, wieloletni prezydent Afrykańskiej Konfederacji Piłkarskiej (1988–2017). Był także członkiem Międzynarodowego Komitetu Olimpijskiego.

## Życiorys

### Kariera sportowa
Był kameruńskim mistrzem w biegu na 400 m i 800 m. Był również członkiem reprezentacji swojego kraju w koszykówce, z którą wystąpił na 1. Igrzyskach afrykańskich w Brazzaville w 1965.

### Kariera działacza
W 1974, mając zaledwie 28 lat, został sekretarzem generalnym Kameruńskiego Związku Piłki Nożnej (Fédération Camerounaise de Football), a w 1986 – jego prezesem. Tego samego roku został wybrany do Komitetu Wykonawczego Afrykańskiej Konfederacji Piłkarskiej.
W 1988 wybrano go na prezydenta CAF. Za jego kadencji powiększono grono uczestników Pucharu Narodów Afryki z 8 do 16. W latach 1992–2017 był także pierwszym wiceprezydentem światowej federacji FIFA, a od 9 października 2015 do 26 lutego 2016 pełnił obowiązki prezydenta FIFA. W marcu 2017, po 29 latach sprawowania funkcji prezydenta afrykańskiej konfederacji, przegrał wybory na kolejną kadencję z Ahmadem Ahmadem z Madagaskaru.

#### Oskarżenia o korupcję
W listopadzie 2010 Andrew Jennings, dziennikarz BBC, oskarżył go o to, że w latach 90. brał udział w ustawianym przetargu, dotyczącym sprzedaży praw do transmisji telewizyjnych z mistrzostw świata firmie marketingowej ISL. Hayatou nie przyznał się do winy i oświadczył, że pieniądze zasiliły nie jego konto, lecz budżet CAF.
W maju 2011 gazeta „The Sunday Times” oświadczyła, iż trzej działacze FIFA: Nicolas Leoz, Issa Hayatou i Ricardo Teixeira wzięli łapówki, w zamian za oddanie głosów na kandydaturę Kataru w przyznaniu organizacji MŚ w 2022. Hayatou zaprzeczył oskarżeniom, twierdząc, że Katarczycy, za 1,8 mln dolarów, zorganizowali pokaz swojej kandydatury na zjeździe Afrykańskiej Konfederacji Piłkarskiej w Luandzie.

## Życie prywatne
Pochodził z ludu Fula. Miał żonę i czwórkę dzieci. Jego brat Sadou Hayatou był premierem Kamerunu.